# 펠리페 칼데론
펠리페 칼데론(스페인어: Felipe de Jesús Calderón Hinojosa 펠리페 데 헤수스 칼데론 이노호사[*], 문화어: 펠리뻬 깔데론 이노호싸, 1962년 8월 18일~ )은 멕시코의 정치인이다. 그는 2006년부터 2012년까지 대통령으로 재직하였다.

## 생애
미초아칸주 모렐리아에서 태어났다. 아버지 루이스 칼데론 베가(1911년 ~ 1981년)는 저명한 정치인으로, 1939년 국민행동당(PAN) 창당에 참여한 경력이 있는 정치인 가문 출신이다. 루이스의 막내아들인 펠리페는 어린 시절 멕시코시티로 옮겨 그곳에서 성장했으며, 자유법학대학교(스페인어: Escuela Libre de Derecho)에서 법학을 전공한 후 멕시코 자치기술대학교(ITAM)에서 경제학 석사학위를 받았다. 그 후 미국으로 옮겨 하버드 대학교 케네디 행정대학원에서 행정학 석사학위를 받았다. 그 사이 그는 젊은 시절부터 정치에 참여, 이미 1981년, 국민행동당 당원이 되었으며, 청년조직 회장으로 활동했다. 미초아칸 주를 지역구로 하는 국회의원 선거에 출마하여 당선되었으며, 1996년 ~ 1999년에는 국민행동당 총재를 지냈다. 멕시코의 대표적인 젊은 정치인으로, 2000년 국민행동당의 비센테 폭스 대통령 취임 후 바노브라스(Banobras, 국가 개발 공공 서비스 은행) 총재와 에너지부 장관을 역임했다. 그러나 차기 대통령 후보로 비센테 폭스 대통령이 측근인 산티아고 크렐을 공공연하게 지원하는 것에 반발하여 장관직을 사임했다.
2005년 말 국민행동당 대통령 선거 경선에서 산티아고 크렐을 제치고 후보로 선출되었으며, 그 이듬해 6월 대통령 선거에서 좌파의 지지를 받은 민주혁명당의 안드레스 마누엘 로페스 오브라도르 후보를 근소한 제치고 승리하였다. 그러나 상대 후보 지지자 측에서 선거 부정을 주장하며 강하게 반발하였다. 좌파 지지자들은 대규모 시위를 벌이며 반정부투쟁을 전개했고 멕시코 정국은 큰 혼란에 빠졌다. 선거재판소는 재검표 결과 일부 지역에 무효표가 있었지만 칼데론이 전국적으로 더 많은 표를 얻은 것은 맞다며, 8월 28일 칼데론의 당선을 공고했다. 이에 따라 그는 그 해 12월 1일부터 임기 6년의 대통령직에 오르게 되었으나, 여전히 좌파측의 반발이 계속되었으며, 민주혁명당 국회의원들은 취임식 수일 전부터 국회의사당을 점거하며 취임식을 막는 사태까지 벌어졌었다. 그러나 야당이 한눈을 판 사이 기습적으로 취임식을 강행, 만44세의 젊은 나이로 대통령으로 정식으로 취임했다.
우여곡절끝에 대통령 자리에 오른 칼데론은 이전 비센테 폭스 정부의 경제 개방 정책을 계승하여 친미적 시장경제 정책을 강조하고 특히 에너지 부문의 민간 투자를 확대해야 한다고 주장하였다. 그러나 멕시코는 멕시코의 원칙과 이해가 따로 있다면서 지나친 친미보다는 다른 라틴아메리카 국가와의 관계도 중시할 것이라고 밝혔다. 이에 따라 그의 당선을 인정할 수 없다고 했던 베네수엘라의 우고 차베스와의 관계 개선도 시도하였다. 최근에는 세계 경제 위기 속에 대규모 경기 부양 정책을 발표했으며, 미국의 지원을 받아 마약 범죄 소탕을 위한 노력을 계속하였다.
2012년 임기 종료와 함께 퇴임하였다.

## 같이 보기
- 멕시코의 국가원수 목록
- 멕시코의 역사